# Cassin-mézkalauz
A Cassin-mézkalauz (Prodotiscus insignis) a madarak (Aves) osztályának a harkályalakúak (Piciformes) rendjébe, ezen belül a mézkalauzfélék (Indicatoridae) családjába tartozó faj.

## Rendszerezése
A fajt John Cassin amerikai ornitológus írta le 1845-ban, a Hetoerodes nembe Hetoerodes insignis néven.

## Alfajai
- Prodotiscus insignis flavodorsalis Bannerman, 1923
- Prodotiscus insignis insignis (Cassin, 1856)[2]

## Előfordulása
Afrika nyugati és középső részén, Angola, Benin, Kamerun, a Közép-afrikai Köztársaság, a Kongói Demokratikus Köztársaság, a Kongói Köztársaság, Elefántcsontpart, Etiópia, Gabon, Ghána, Guinea, Kenya, Libéria, Nigéria, Szenegál, Sierra Leone, Szudán, Togo és Uganda területén honos.
Természetes élőhelyei a szubtrópusi és trópusi síkvidéki és hegyi esőerdők, valamint ültetvények. Állandó, nem vonuló faj.

## Megjelenése
Testhossza 10 centiméter.

## Természetvédelmi helyzete
Az elterjedési területe rendkívül nagy, egyedszáma ugyan csökken, de még nem éri el a kritikus szintet. A Természetvédelmi Világszövetség Vörös listáján nem fenyegetett fajként szerepel.